# Господинці (Воєводина)
Господинці (серб. Госпођинци) — селище в Сербії, належить до общини Жабаль Південно-Бацького округу в багатоетнічному, автономному краю Воєводина.

## Населення
Населення селища становить 3992 особи (2002, перепис), з них:
- серби — 3322 — 85,26%;
- русинів-українці — 210 — 5,26%;
- роми — 151 — 3,87%;

Решту жителів  — з десяток різних етносів, зокрема: мадяри, хорвати, словаки. Але, загалом, русинів-українців майже під три сотні, але частина з них асимілювалися.